# Luisa Teresa de Montaignac de Chauvance
Luisa Teresa de Montaignac de Chauvance (El Havre, 14 de mayo de 1820 - Montluçon, 27 de junio de 1885) fue una católica francesa que estableció la congregación Oblatas del Corazón de Jesús y fue conocida por su devoción al Sagrado Corazón. Su vida fue testigo de su restauración a la formación Cristiana y la promoción del Sagrado Corazón en Francia, fue beatificada el 4 de noviembre de 1990.

## Vida
Luisa Teresa de Montaignac de Chauvance nació en Francia en 1820 como el quinta de seis hijos de Raimondo Amato y Anna de Raffin; Su padre trabajaba como funcionario. Su linaje también atado a las familias nobles de Francia ligadas al reino anterior. Ella hizo su Primera Comunión el 6 de junio de 1833.
Su educación comenzó a la edad de siete años. Estudió en el Colegio de Compañeros Fieles de Jesús y más tarde de 1837 en el París des Oiseaux que corrían los Agustinos. Fue en su infancia cuando comenzó a leer el Evangelio y los escritos espirituales de Santa Teresa de Ávila. Enfermedad del hueso primero la golpeó en 1842 y continuaría la plaga ella para el resto de su vida; Tal enfermedad a menudo la dejó acamada. Hizo un voto privado al Sagrado Corazón de Jesucristo el 8 de septiembre de 1843. Chauvance fundó la Sociedad de Tabernáculos en 1848 con énfasis en la Eucaristía y en 1854 fundó la Ópera Adoración de la Reparación. Fue en esa época en 1848 que ella - con sus hermanos y padres - se trasladó a Montluçon y se mudó con su tía materna de Raffin. En 1844 ella y su tía comenzaron el proceso de establecer una nueva congregación religiosa dedicada al Sagrado Corazón, pero el proyecto se estancó con la muerte de Raffin el 4 de diciembre de 1845.
Chauvance buscó el consejo de su director espiritual, el padre Gaume, y decidió no unirse a las Carmelitas como pretendía, sino continuar el trabajo que ella y su difunta tía comenzaron. Ella volvió a su ciudad natal en febrero de 1848 cuando se empezó a recoger las mujeres para su nueva orden. Fue en 1848 que fundó un centro de catequesis y un orfanato para niños. Su hermana murió que llevó a Chauvance - en julio de 1863 - cuidar de la educación de sus tres hijos. En marzo de 1874 fundó los Oblatos del Corazón de Jesús, aunque sus actividades formales comenzaron el 21 de diciembre de 1874 con su nombre inicial e inicial de la Pía Sociedad de los Oblatos del Corazón de Jesús.
En diciembre de 1875 fue nombrada Secretaria General del "Apostolado de Oración" que dirigió el sacerdote jesuita Ramier. Más tarde se hizo superior de su congregación el 17 de mayo de 1880, mientras que el Papa León XIII concedió la aprobación papal a la orden el 4 de octubre de 1881. La orden había recibido previamente el apoyo diocesano y la aprobación del obispo Pierre Simon de Dreux-Brézé, Chauvance murió el 27 de junio de 1885. 

## Beatificación
El proceso de beatificación comenzó en Moulins en un proceso informativo que se había asignado para recopilar toda la evidencia disponible sobre su vida y las razones que atestiguaran su santidad. Esto aseguraría que la causa se mostraría creíble y sería capaz de defender su posible santidad. Los teólogos también aprobaron - el 11 de junio de 1913 - que sus escritos estaban en línea con la tradición de la fe. Esto significaba que la causa podría continuar a la siguiente etapa.
La presentación formal de la causa se produjo el 23 de diciembre de 1914 bajo el Papa Benedicto XV y, como tal, se le concedió el título póstumo de Siervo de Dios - la primera etapa oficial en el procedimiento. También permitió que se llevara a cabo un proceso apostólico en Moulins.
Los procesos anteriores se hicieron válidos el 26 de junio de 1923 a discreción de la Congregación de Ritos, mientras que el Positio fue presentado décadas después a la Congregación para las Causas de los Santos en Roma en 1980. Los teólogos expresaron su aprobación a la causa el 30 de junio de 1987, La CCS la aprobó el 1 de marzo de 1988. El 28 de marzo de 1988 fue nombrada Venerable después de que el Papa Juan Pablo II aprobara su heroica virtud .
El milagro necesario para su beatificación fue investigado en la diócesis de su origen -en Francia- y fue validado el 26 de junio de 1923 cuando se ratificaron los procesos apostólicos e informativos. Recibió la aprobación papal el 3 de marzo de 1990, que permitió a Juan Pablo II presidir su beatificación el 4 de noviembre siguiente.